# دانیل قازاریان
دانیل آزاتی قازاریان (ارمنی: Դանիել Ավագի Ղազարյան؛ زاده ۵ مهٔ ۱۸۸۳ - درگذشته ۱۴ دسامبر ۱۹۵۸) آهنگساز، رهبر گروه کر، کارشناسی آموزشی و خواننده اهل ارمنستان بود.

## زندگی‌نامه
وی در ۱۷ مه [سبک قدیمی: ۵ مه] ۱۸۸۳ در شوشی در به دنیا آمد و از کنسرواتوار دولتی وانو ساراجیشویلی تفلیس (۱۹۲۱) فارغ‌التحصیل گشت. وی همچنین برنده جوایزی همچون آموزگار شایسته ارمنستان شوروی، چهره هنری شایسته ارمنستان شوروی و نشان لنین شد. وی در ۱۴ دسامبر ۱۹۵۸ در سن ۷۵ سالگی در ایروان درگذشت و در آرامستان مرکزی ایروان (توخماخ) به خاک سپرده شد.

## نگارخانه

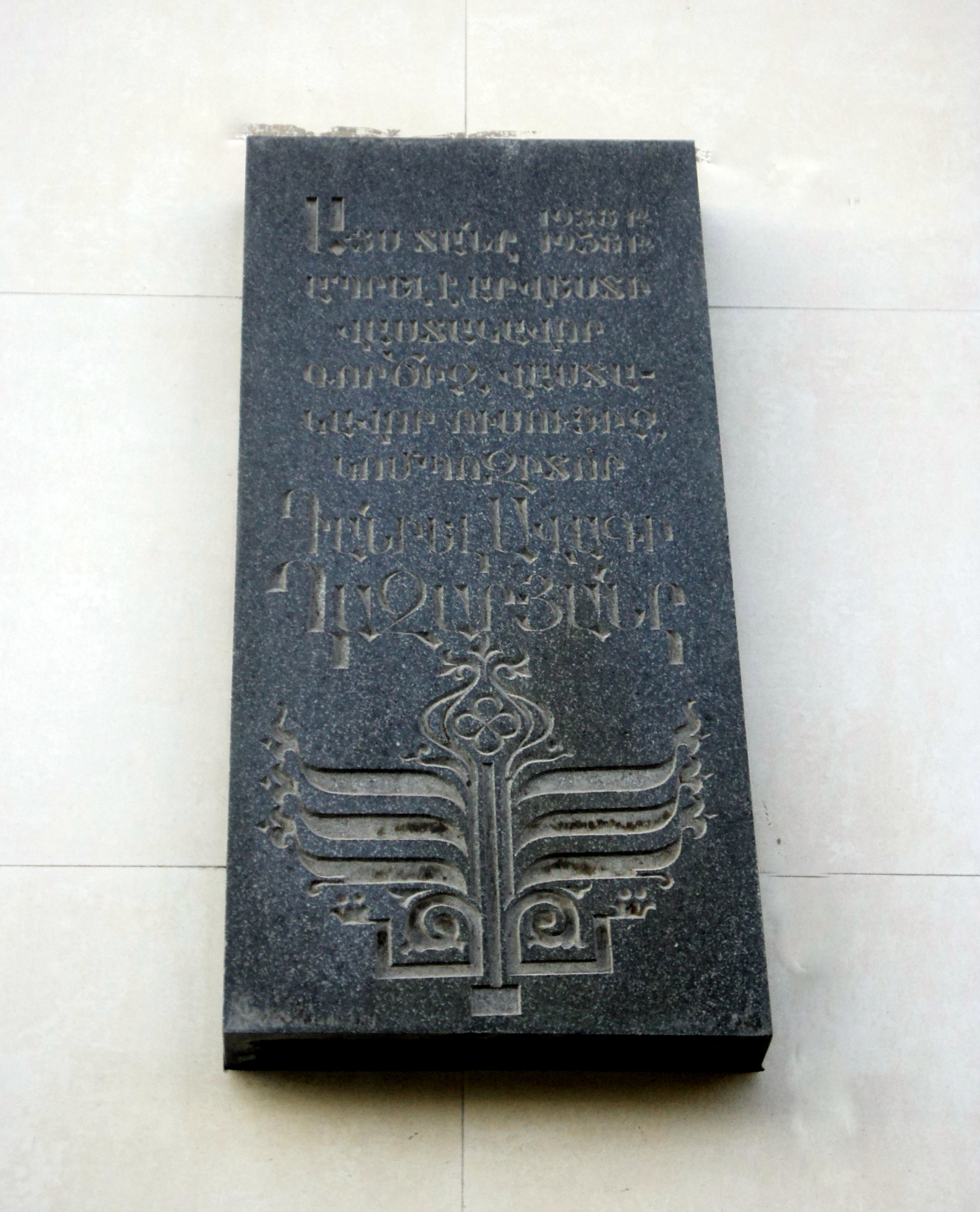
پلاک یادبود دانیل قازاریان
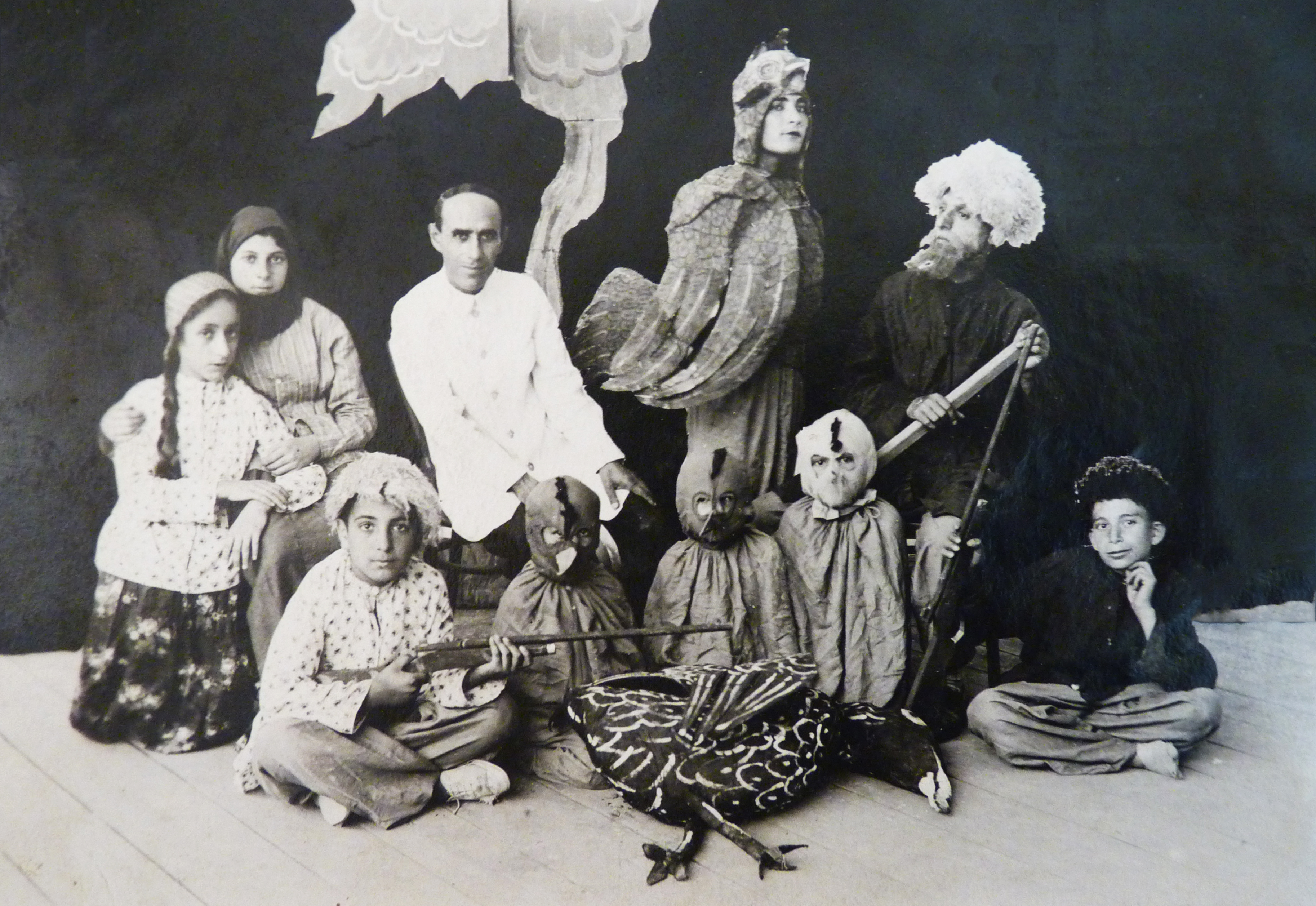
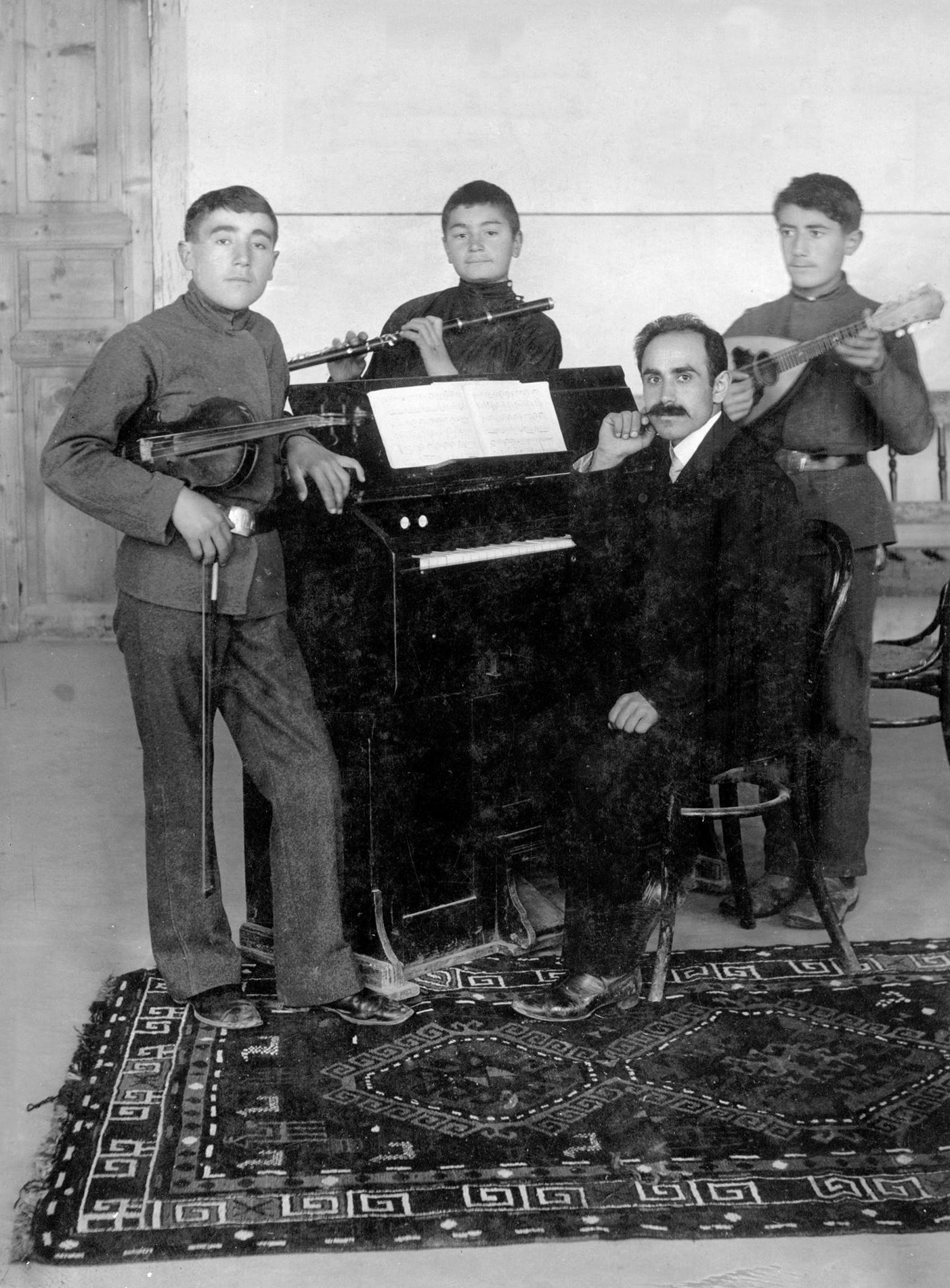
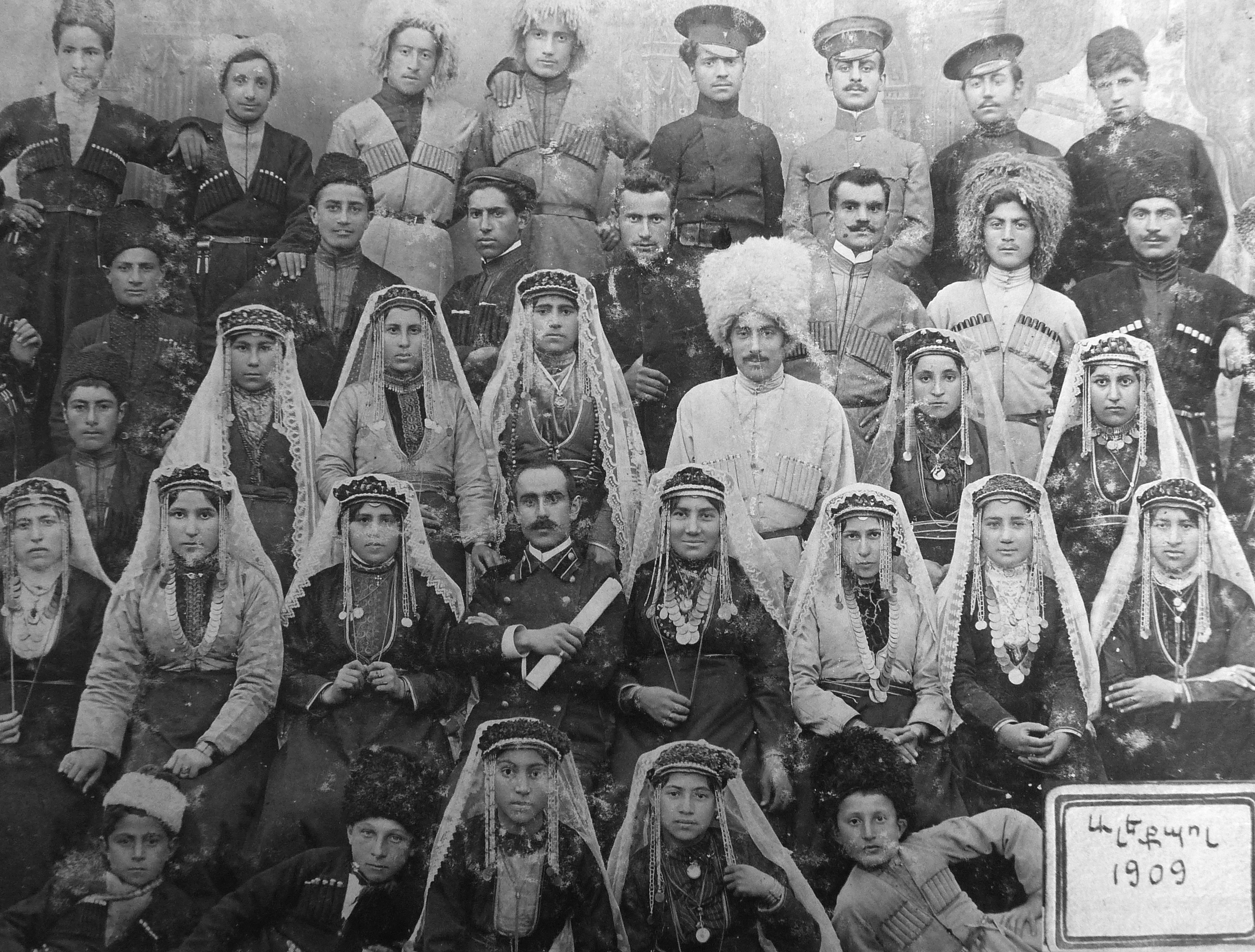
گروه کر در آلکِپول،  بنیانگذار دانیل قازاریان،  ۱۹۰۹ թ.
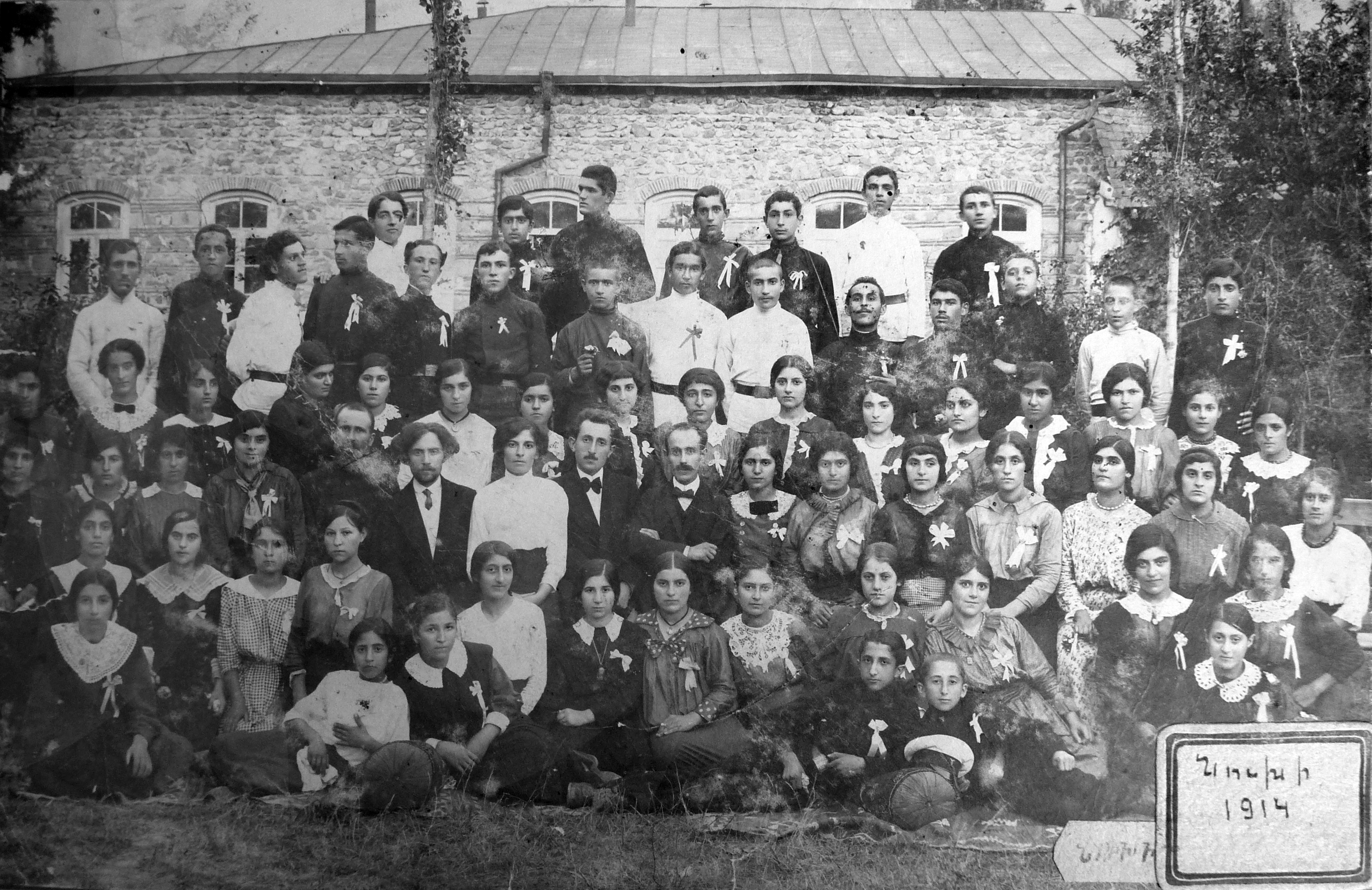
گروه آواز کودکان در نوخی،  بنیانگذار دانیل قازاریان،  ۱۹۱۴ թ.
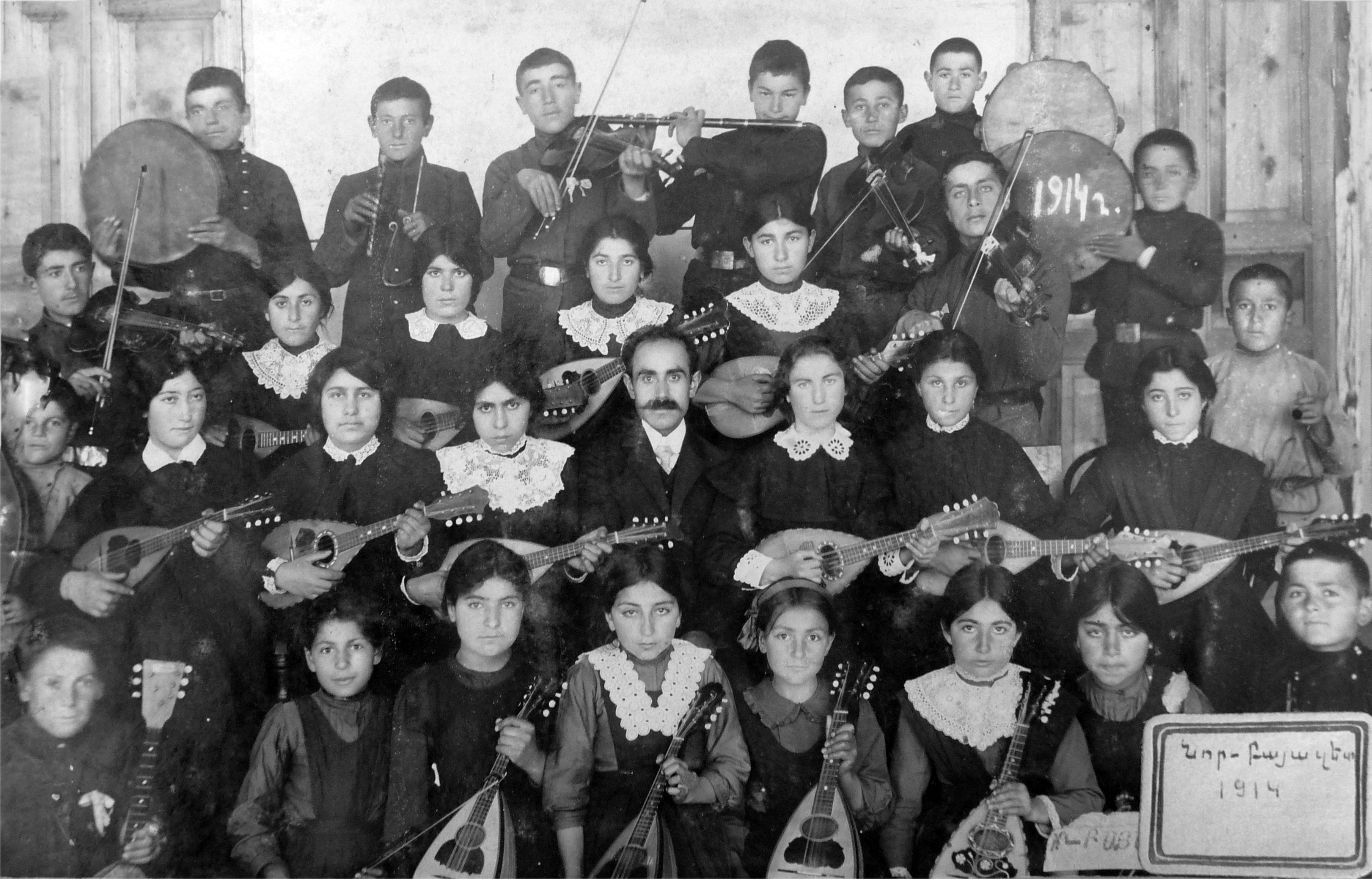
ارکستر سازهای محلی کودکان در نور بایزید، بنیانگذار دانیل قازاریان،  ۱۹۱۴ թ.
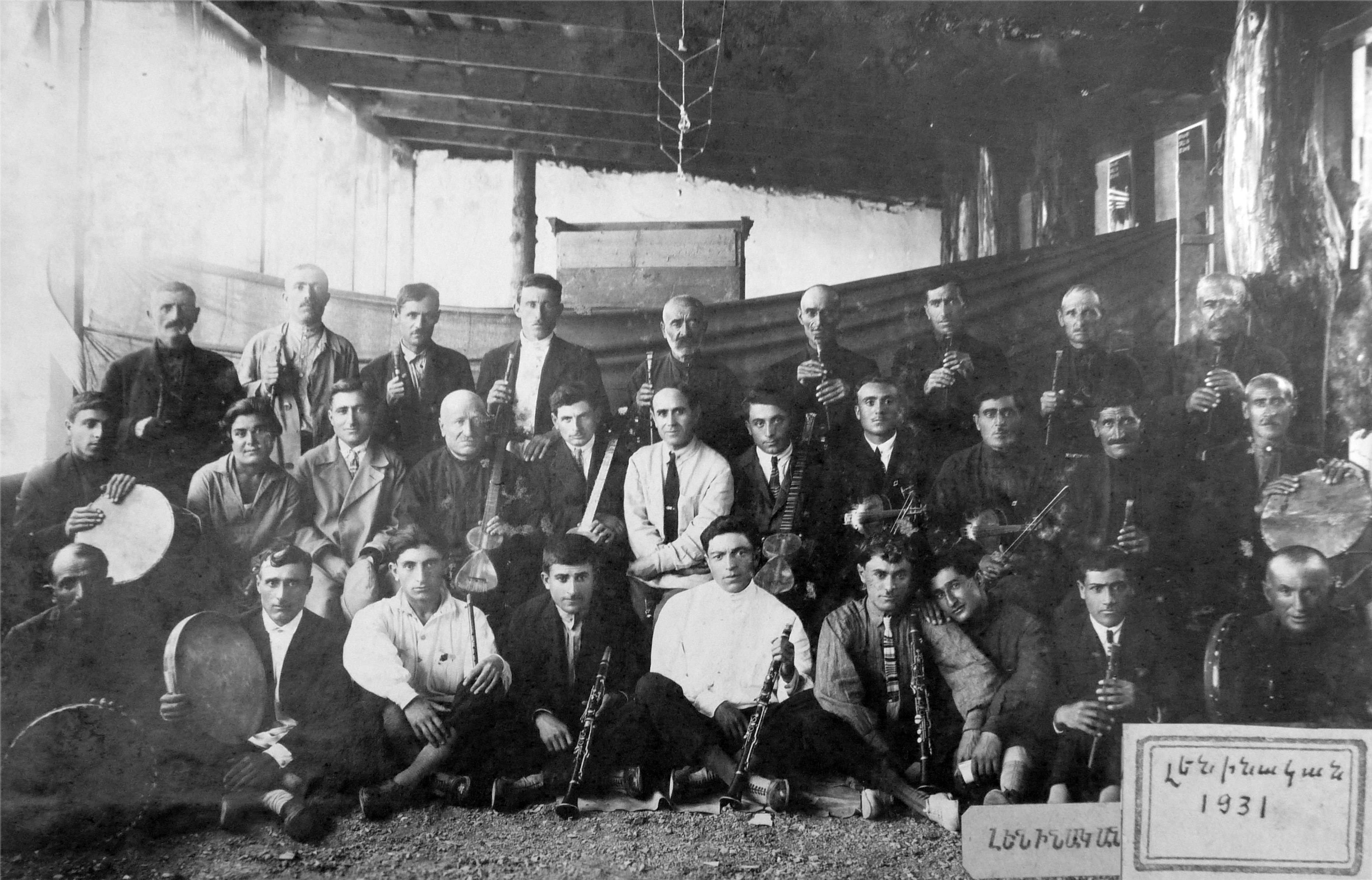
ارکستر سازهای محلی در لنیناکان،  رهبر دانیل قازاریان.
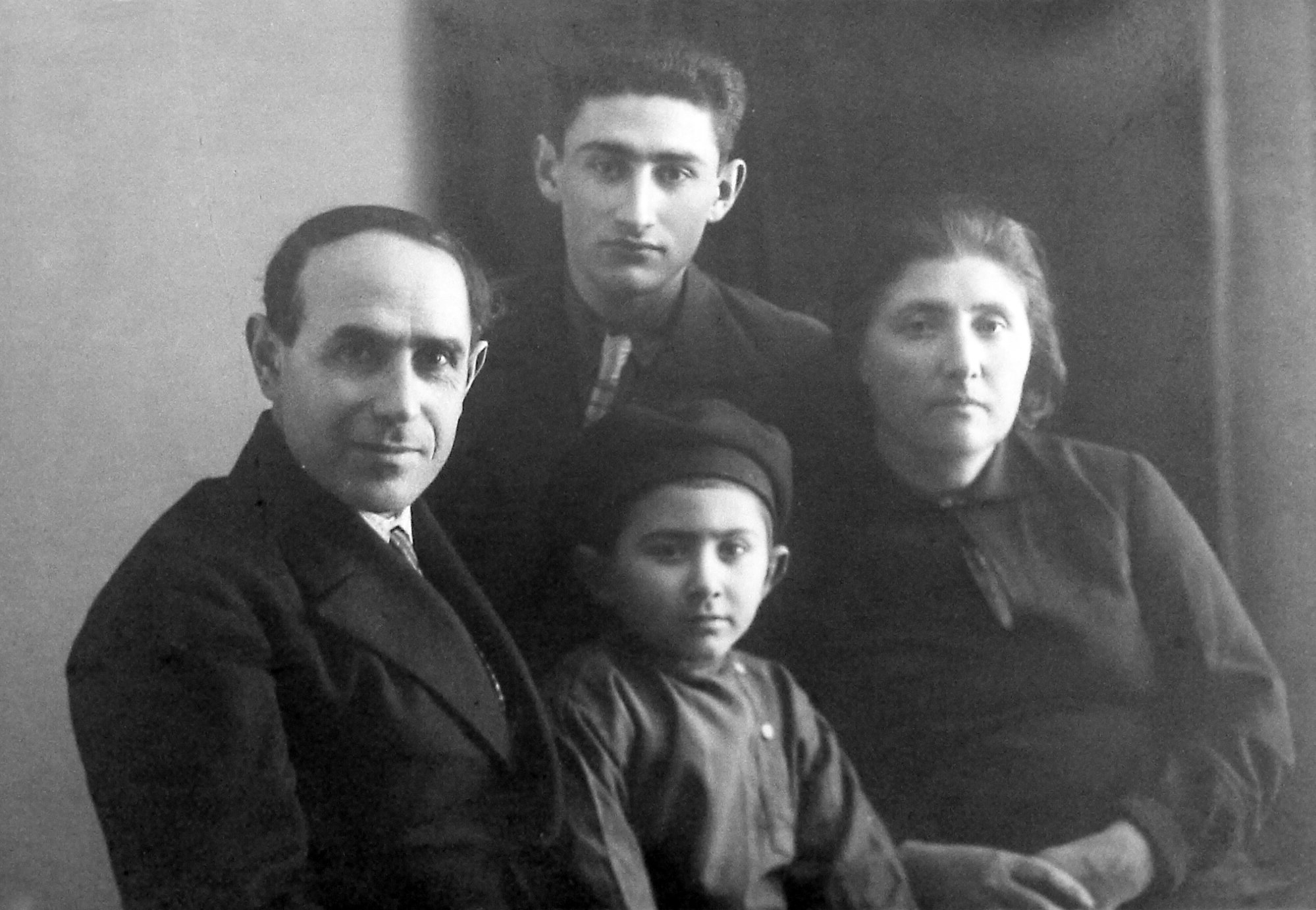
دانیل قازاریان و خانواده‌اش،  (همسرش کارینه ملیکستیان و فرزندانشان گئورگ لیندا) (۱۹۳۴)
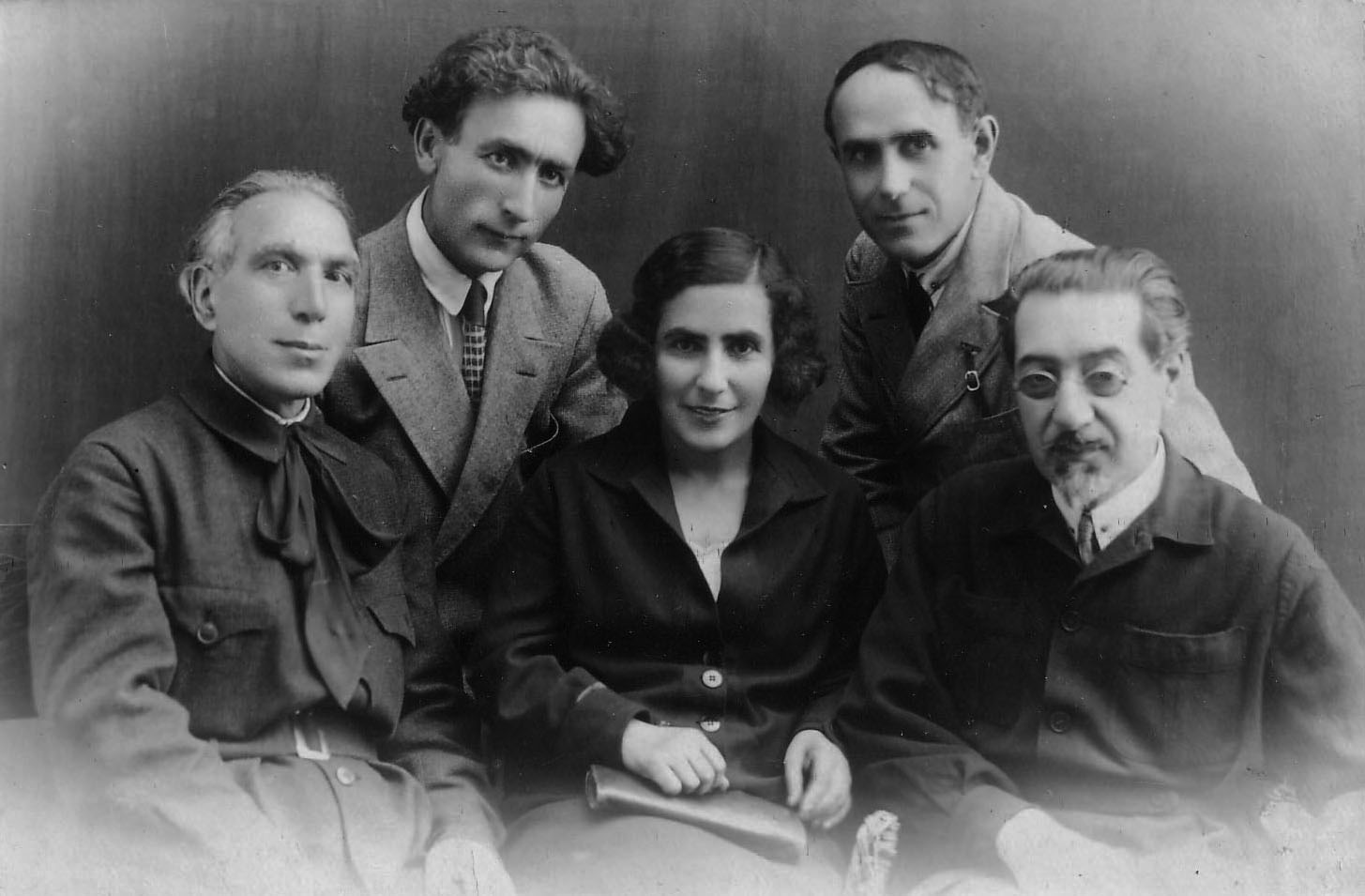
دانیل قازاریان همراه خواهرش آنائیدا قازاریان و آهنگسازان آزات مانوکیان، واهان اومر-شتی و آرمن تیگرانیان،  ۱۹۲۵ թ.
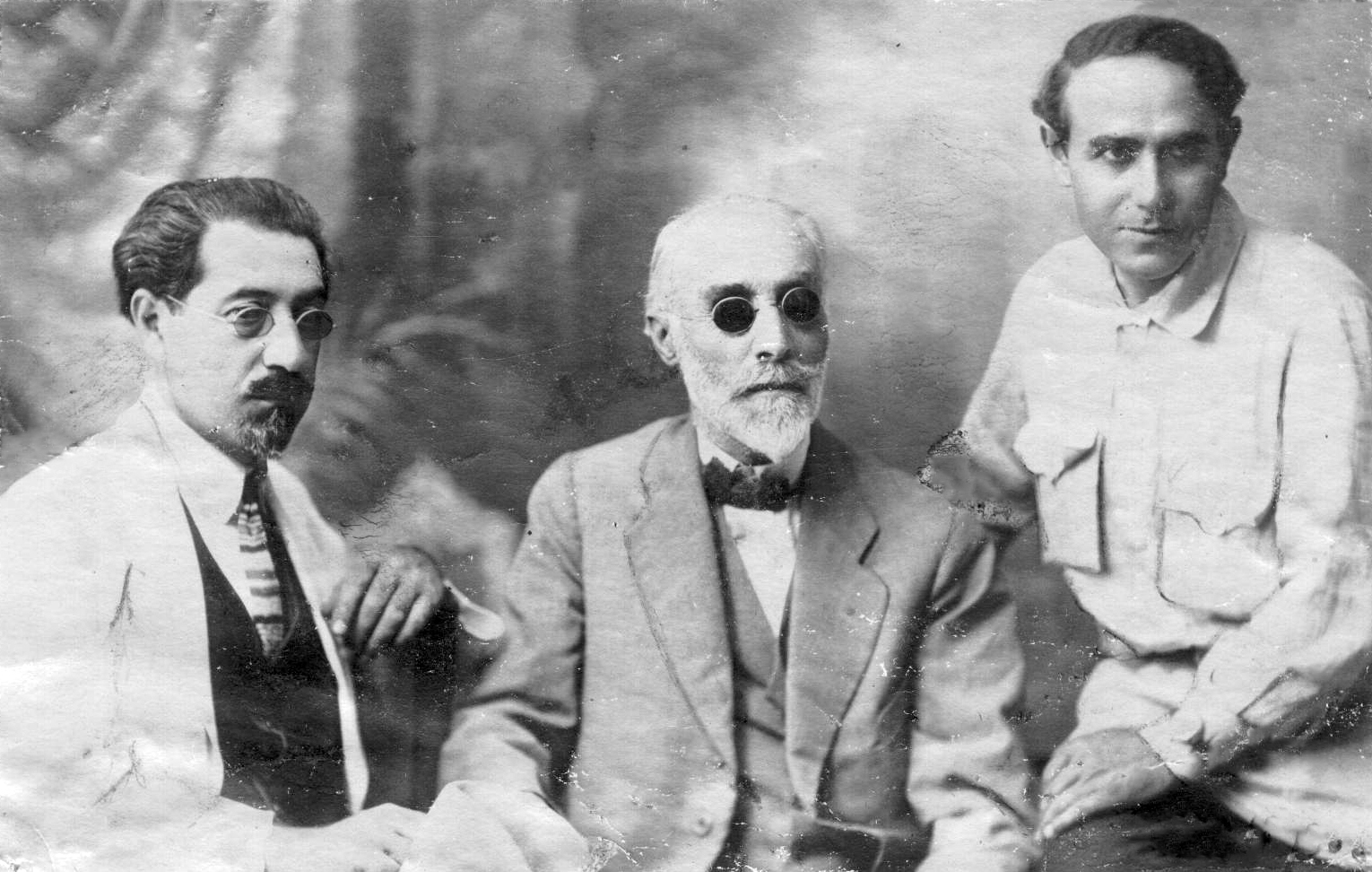
دانیل قازارایان همراه آهنگسازان ارمنی آرمن تیگرانیان و نیکوغایوس تیگرانیان،  لنیناکان،  ۱۹۲۴ թ.
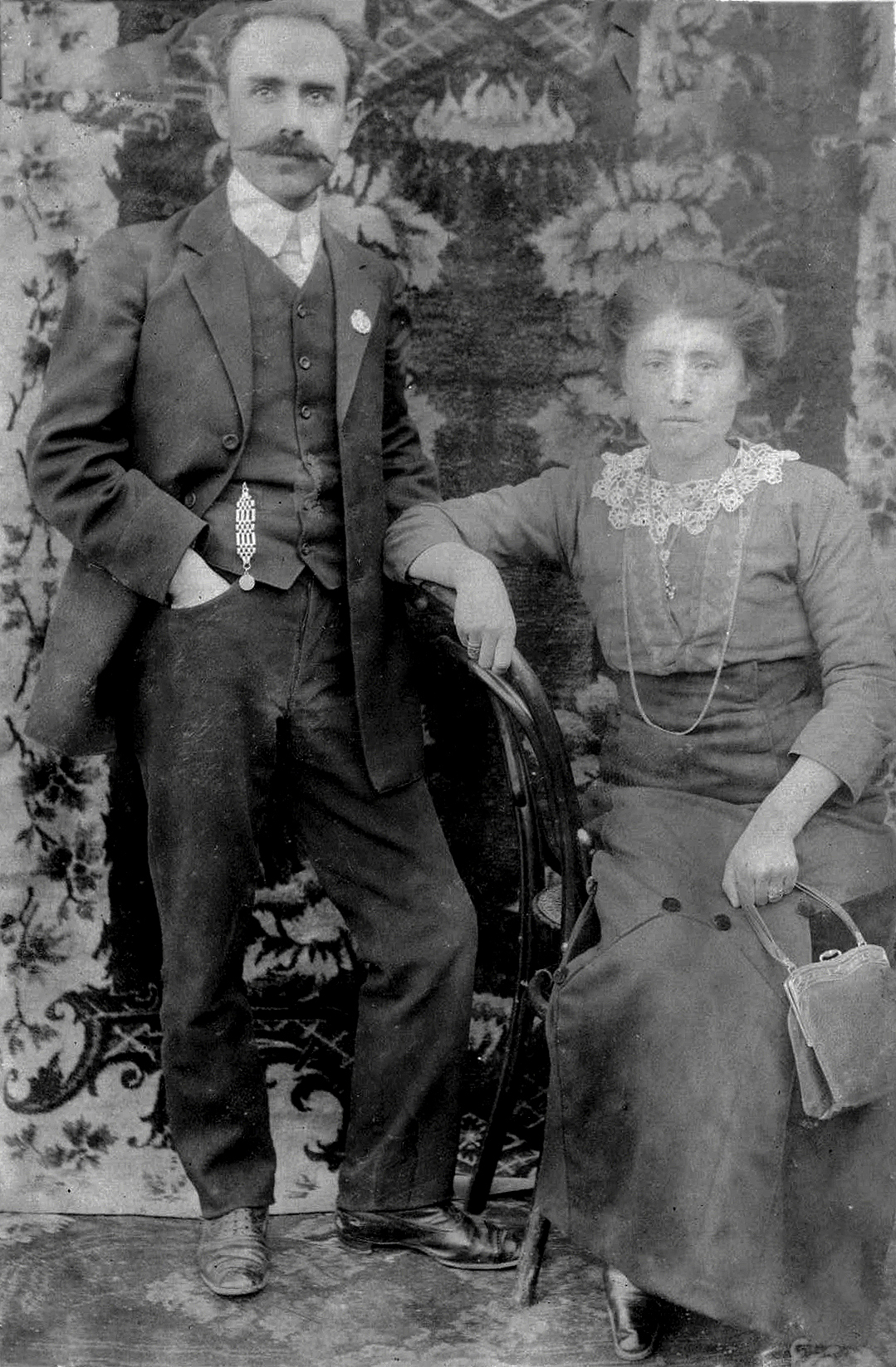
دانیل قازاریان و همسرش کارینه ملیکستیان (۱۹۲۰)

## یادداشت
1. ↑  Կատարինե Մելիքսեթյան